# Yves Fortier
Yves Oscar Fortier (* 17. August 1914 in Quebec City; † 19. August 2014) war ein kanadischer Geologe und bekannt als Erforscher der Geologie der kanadischen Arktis.
Fortier studierte an der Laval University mit dem Bachelor-Abschluss (B. A.), an der Queen’s University (B. Sc. Abschluss), der McGill University (mit Master-Abschluss) und an der Stanford University, an der er promoviert wurde. 1943 ging er zum Geological Survey of Canada.
Ab 1955 leitete er die interdisziplinäre Operation Franklin zur geologischen Erkundung der Inselwelt der kanadischen Arktis. Dabei wurden erstmals Hubschrauber in der kanadischen Polarforschung eingesetzt. Eine wichtige Motivation war die Exploration von potentiellen Öl- und Gasfeldern.
1964 bis 1973 war er Direktor des Geological Survey of Canada. 1976 ging er als kanadischer Assistant Deputy Minister of Energy Mines and Resources in den Ruhestand.
Er war Fellow der Royal Society of Canada (1953) und Offizier des Order of Canada (1980). 1964 erhielt er die Massey Medal der Royal Canadian Geographical Society und 1974 die Logan Medal der Geological Association of Canada, die ihm zu Ehren den Yves O. Fortier Earth Science Journalism Award vergibt.
Das Mineral Yofortierit ist ihm zu Ehren benannt (anerkannt 1974).